# Rodezja Południowa na Igrzyskach Imperium Brytyjskiego 1934
Rodezja Południowa wystartowała na Igrzyskach Imperium Brytyjskiego w 1934 roku w Londynie jako jedna z 16 reprezentacji. Była to druga edycja tej imprezy sportowej oraz debiutancki start rodezyjskich zawodników. Reprezentacja zajęła jedenaste miejsce w generalnej klasyfikacji medalowej igrzysk, zdobywając dwa brązowe medale. Reprezentanci Rodezji startowali w boksie, lekkoatletyce, kolarstwie i pływaniu.

## Medale
| Dyscyplina    | Złoto | Srebro | Brąz | Razem |
| ------------- | ----- | ------ | ---- | ----- |
| Boks          | -     | -      | 1    | 1     |
| Lekkoatletyka | -     | -      | 1    | 1     |

## Medaliści
Boks
- William Fulton - waga piórkowa

 Lekkoatletyka
- Cynthia Keay, Dorothy Ballantyne, Mollie Bragg - sztafeta 110-220-110 jardów kobiet